# Belville Three
The Belville Three is de benaming voor drie pioniers van de elektronische muziekstijl techno, Juan Atkins, Derrick May en Kevin Saunderson.
Zij danken hun bijnaam "The Belville Three" aan de school, Belville High, in Belleville in Michigan waar ze samen hun jeugdjaren doorbrachten.